# Narcetes
Narcetes es un género de peces marinos de la familia de los alepocefálidos, distribuidos por el océano Atlántico, océano Índico y costa oeste del océano Pacífico.
Su nombre procede del griego narke (entumecimiento).

## Especies
Existen cinco especies consideradas válidas:
- Narcetes erimelas Alcock, 1890
- Narcetes kamoharai Okamura, 1984
- Narcetes lloydi Fowler, 1934
- Narcetes stomias (Gilbert, 1890)
- Narcetes wonderi Herre, 1935